# Pierre Faure-Lacombe
Pour les articles homonymes, voir Pierre Faure (homonymie) et Faure.
Pierre Faure-Lacombe est un homme politique français né le 15 janvier 1752 à Tallard (Hautes-Alpes) et décédé le 2 janvier 1833, dans la même ville.

## Biographie
Pierre Faure-Lacombe est médecin de formation.

## Carrière politique
Pierre Faure-Lacombe a été député des Hautes-Alpes du 31 août 1791 au 20 septembre 1792. Il a été élu avec 136 voix sur 230.